# دبیرخانه بخش امبالانتوتا
دبیرخانه بخش امبالانتوتا (به لاتین: Ambalantota Divisional Secretariat) یک منطقهٔ مسکونی در سری‌لانکا است که در استان جنوبی (سری‌لانکا) واقع شده‌است.